# Tina Barišić
Tina Barišić (* 30. Oktober 2000 in Knin) ist eine kroatische Handballspielerin.

## Karriere

### Im Verein
Tina Barišić spielte bis 2021 in Kroatien für ŽRK Umag. 2021 wechselte sie zu ŽRK Podravka Koprivnica. Mit ŽRK Podravka Koprivnica konnte sie 2024 und 2025 die kroatische Meisterschaft sowie 2022, 2023, 2024 und 2025 den kroatischen Pokal gewinnen.

### In der Nationalmannschaft
Mit der kroatischen Nationalmannschaft nahm sie an den Mittelmeerspielen 2022 teil und gewann dort die Silber-Medaille. Weiter stand sie im Kader für die Europameisterschaft 2022, wo sie mit Kroatien den 12. Platz belegte und im Turnierverlauf ein Tor erzielte. Sie stand im Aufgebot für die Weltmeisterschaft 2023.